# Endarterectomía
La endarterectomía es un procedimiento quirúrgico para eliminar placas ateromatosas o bloqueos en el recubrimiento interior de una arteria obstruida por la acumulación de depósitos. Se lleva a cabo mediante la separación de la placa de la pared arterial, restableciendo de esta forma el flujo sanguíneo. Se aplica a diferentes arterias, con mucha frecuencia a la arteria carótida, denominándose en tal caso endarterectomía carotídea.

## Historia y procedimiento
Fue realizada por primera vez en una  arteria femoral superficial en 1946, por el cirujano portugués João Cid dos Santos en la Universidad de Lisboa. En 1951, E. J. Wylie, un estadounidense, la realizó en la aorta abdominal. La primera reconstrucción exitosa de la arteria carótida fue hecha por Carrea, Molins, y Murphy en Argentina, en el mismo año.

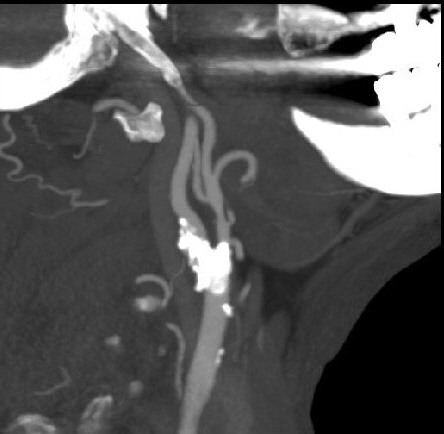
TAC (Tomografía Axial Computerizada) de las arterias carótidas derechas de un individuo con estenosis crítica en la bifurcación de la arteria carótida común en sus ramas interior y exterior. Prueba previa a una tromboendarterectomia y reconstrucción de arteria carótida.

El procedimiento es ampliamente utilizado en la carótida del cuello cómo una manera de reducir el riesgo de accidente cerebrovascular, particularmente cuando la arteria carótica está estrechada en más del 70%. El procedimiento no está exento de efectos secundarios, uno de los más graves es provocar en un pequeño porcentaje de pacientes un accidente cerebrovascular en el momento de la operación.
La endarterectomía también se emplea como procedimiento complementario de un bypass con injerto venoso para abrir segmentos distales al injerto.
La hipertensión pulmonar tromboembólica crónica (CTEPH, en inglés) puede ser tratada mediante tromboendarterectomía de la arteria pulmonar. Este es un procedimiento altamente especializado.